# 조유연
조유연(1965년 7월 4일 ~)은 대한민국의 성우이다. 1990년 KBS에 입사했으며, 현재는 KBS 22기이다. 한국방송 성우극회 소속.

## 주요 출연작품

### 영화
- 글래디에이터(SBS) - 루실라의 하녀(스테파니 르리에브르)
- 도학위룡 3(SBS) - 간호사(천심)
- 뒤죽박죽 고향방문(KBS)
- 라스트 액션 히어로(SBS)
- 리썰 웨폰 4(SBS) - 머터프의 아내(달린 러브)/우드 박사(메리 엘렌 트레이너)
- 뱀파이어와의 인터뷰(KBS) - 하녀(탠디 뉴턴)
- 비련의 신부(KBS) - 어머니(루스 파비올레)
- 세 가지 색 레드(SBS)
- 솔드 아웃(SBS)
- 스파이 대소동(KBS) - 라폰 박사(거스티 보곡)
- 스네이크 아이(KBS) - 방송 기자(타마라 투니)
- 씨커(SBS) - 릴리(로존다 찰리 토마스)
- 용행천하(KBS) - 선생님(파멜라 J. 앤더슨)
- 우리들만의 집(KBS)
- 이연걸의 히트맨(SBS) - 슈퍼마켓 주인(담천보)
- 인조인간 오토매틱(SBS) - 줄리아(페니 존슨 제럴드)
- 테일러 오브 파나마(SBS) - 마르타(레오노어 바레라)
- 파라다이스 로드(KBS)

### 외화
- 오우삼의 미션 특급(KBS) - 재키(빅토리아 프랫)
- 칠협오의(SBS)